# Lotus digii
Lotus digii là một loài thực vật có hoa trong họ Đậu. Loài này được Chrtkova miêu tả khoa học đầu tiên.